# William King (geolog)
William King, född 22 april 1809, död 24 juni 1886, var en anglo-irländsk geolog verksam vid Queen's College Galway. Han var den förste (år 1864) som föreslog att benen som hittats i det tyska dalen Neandertal år 1856 inte tillhörde Homo sapiens, utan en egen art: Homo neanderthalensis. Han föreslog namnet för den nya arten vid ett möte med British Association år 1863, och den skriftliga versionen publicerades år 1864.